# Phostria calydon
Phostria calydon is een vlinder uit de familie van de grasmotten (Crambidae). De wetenschappelijke naam van de soort is voor het eerst gepubliceerd in 1885 door Herbert Druce.
De soort komt voor in Ecuador.